# Градац (излетиште)
43° 22′ 37″ С; 22° 00′ 00″ И / 43.37695° С; 22.00012° И
Градац је излетиште код Кнез Села, удаљено 12 километара од Ниша. Налази се подно истоименог узвишења Градац, на територији градске општине Пантелеј.
У оквиру природног окружења излетишта, налази се извор и језерце са засађеним локвањима. Опремљено је летњиковцем, паркингом и другим неопходним садржајем за уживање грађана у природи.